# Семейство Симпсън
Вижте пояснителната страница за други значения на Симпсън.
„Семейство Симпсън“ (на английски: The Simpsons) е най-дълго просъществувалият американски анимационен ситком по идея на Мат Грьонинг, носител на награда Еми, дебютирал по телевизия Fox на 17 декември 1989 г.
Основан е на кратките епизоди, първоначално излъчвани в „Шоуто на Трейси Улман“. Продуцира се от Gracie Films за 20th Century Fox. Според някои критици „Семейство Симпсън“ е сред най-добрите телевизионни предавания. През 1998 г. списание „Тайм“ го определя като най-добрия телевизионен сериал на 20 век, а TV Guide го класира сред 10-те най-велики предавания на всички времена през 2002 г.
Крайно сатирично, шоуто осмива много аспекти на човешкото общество и негови отделни представители, но най-вече пародира живота на „средностатистическия американец“, американската култура, общество и дори самата телевизия, като оказва голямо въздействие върху поп културата след Студената война. „Семейство Симпсън“ е една от анимациите пионери, предназначени за възрастна зрителска аудитория. Много известни личности са озвучавали собствените си пародийни образи в отделни епизоди на сериала. Отделно епизодите засягат различни проблеми на обществото – затлъстяването, анорексията, пушенето на марихуана, половата и расова дискриминация, хомофобията, религията, политиката и нейните представители, различни алогизми от съвременното общество.
През 2010 г. списание „Ентъртейнмънт уикли“ класира главния герой на „Семейство Симпсън“ Хоумър на 1-во място в списъка на най-великите анимационни герои, а BBC го качва начело на класацията за най-великите американци (освен че е първи, той е и единствения измислен участник в класацията). През 2002 г. списание TV Guide дава на Барт и Лиса Симпсън 11-о място в списъка на най-великите анимационни персонажи. През годините предаването печели 34 награди Еми, 34 награди Ани и Пийбоди, а 14 януари 2000 г. „Семейство Симпсън“ са удостоени и със звезда на Алеята на славата. През 2009 г. Мардж Симпсън става първият измислен герой, влязъл в Playboy.
„Семейство Симпсън“ запазва характерния си хумор, който понякога е приеман отрицателно. Например руският юрист Игор Смиков започва съдебно дело срещу сериала, по обвинения в „пропагандиране на бруталност, наркотици и насилие.“ Смиков иска и 10 хиляди долара обезщетение за нанесени морални щети, но руският съд отхвърля обвиненията му. Понякога обаче дори и консервативни политици и много видни консерватори подкрепят сериала, защото възпитава зрителите на християнски и семейни ценности.
От дебюта си на 17 декември 1989 г., шоуто е излъчило 783 епизода в 36 сезона и един пълнометражен филм – „Семейство Симпсън: Филмът“, който е пуснат на 27 юли 2007 г.

## Продуциране и история
Списък на изпълнителните продуценти:
- Сезон 1 – 2: Мат Грьонинг, Джеймс Брукс и Сам Саймън
- Сезон 3 – 4: Ал Джийн и Майк Райс
- Сезон 5 – 6: Дейвид Мъркин
- Сезон 7 – 8: Бил Оукли и Джош Уайнстайн
- Сезон 9 – 12: Майк Скъли
- Сезон 13 – 32: Ал Джийн
- Сезон 33 – до днес: Мат Селман и Ал Джийн

Героите от „Семейство Симпсън“ първоначално се появяват в „Шоуто на Трейси Улман“ под формата на кратки епизодчета, като първото носи заглавието Good Night (букв. „Лека нощ“) и е излъчено на 19 април 1987 г. Мат Грьонинг признава, че в началото са толкова грубо нарисувани, защото самият той не е можел да рисува добре, а аниматорите само следвали създадените от него образи. Тези кратки епизодчета са излъчвани и от BBC в Обединеното кралство, но не последователно, а някои от тях, включително Good Night, са включени в специален епизод по случай честване на годишнина на сериала. Образите на героите са преработени от екип компании продуценти (днес познати като Klasky Csupo). Продължителността на епизодите е удължена и сериалът е излъчван ежеседмично по Fox от 1989. Първият официален епизод е Some Enchanted Evening („Една очарователна вечер“) обаче за първи епизод е бил подготвян Simpsons Roasting on an Open Fire (букв. – „Симпсън се пекат на открит огън“), който е отхвърлен заради лошото анимиране.
„Семейство Симпсън“ е истинският първи хитов сериал за Fox, първото шоу на телевизията, което влиза в топ 20 на най-високо оценените предавания на всички времена. Също така предизвиква спорове, тъй като Барт Симпсън е буен калпазанин, който прави белѝ и се измъква безнаказано. Родителски групи и техните говорители споделят, че анимационен герой като него е лош модел за подражание за децата. Когато на пазара излиза тениска с образа на Барт и надпис Underachiever ('And proud of it, man!') – „Под нивото съм (и се гордея от това, човече!)“ много рекламни стоки с образите на героите от сериала са забранени за продажба в държавните училища в няколко области в САЩ.
Протестите срещу Барт рефлектират в началото на втория сезон в епизода Bart Gets an F (букв. – „Барт получава двойка“), където учителското ръководство иска Барт да повтори четвърти клас. В този епизод училищният съветник цитира тениската: „Той е под нивото… и се гордее от това“. В по-късен епизод има отново цитат – в Skinner's Sense of Snow („Разбирането на Скинър за сняг“) има училищно въстание, децата успяват да се сдобият с личните си картони. Барт прочита своя „Под нивото е и се гордее от това… Колко старо е това нещо?“.
През септември 1990 г. Барбара Буш казва в интервю за списание „Пийпъл“, че „Семейство Симпсън“ е най-тъпото нещо, което е гледала. Шест години по-късно в един епизод на анимацията Джордж и Барбара се преместват в Спрингфилд, но се махат, защото настъпва вражда между тях и Симпсън (в стила на Денис Белята и г-н Уилсън). И двата образа – на бившия президент и бившата първа дама са озвучени от актьори. В четвъртото колекционерско издание на DVD са представени кадри как Барбара и екипът на анимацията си разменят писма. В друго обръщение, Буш казва, че Америка трябва да е по-близо до семейство Уолтън, от колкото до семейство Симпсън, което кара Барт да заяви, че неговото семейство е като това на Уолтън – и двете чакат края на Голямата депресия.
Сценаристите показват любовта си към кратки участия на известни личности и удължени имитации на съвременни и класически филми на ужасите, както и едва доловими визуални шеги.
През 1995 г. от авиокомпанията Western Pacific Airlines изобразяват Боинг 737 с героите на анимацията, за да промотират сериала. Създателят Мат Грьонинг и сценаристите не се качват за първия полет от страх да не се разбият или умрат.
На 9 февруари 1997 г. „Семейство Симпсън“ подобрява рекорда на „Семейство Флинтстоун“ за най-дълго съществуващ американски анимационен сериал, но не е счупил рекорда на няколко японски анимации за продължително съществуване. През 2004 г. надминава броя епизоди на „Скуби-Ду“. През януари 2003 г. е обявено, че Fox подновяват излъчванията на анимацията включително до 2005, което означава, че измества The Adventures of Ozzie and Harriet (Приключенията на Ози и Хариет, излъчвани от 1952 г. до 1966 г.), което я прави най-дълго съществуващата ситуационна комедия изобщо в САЩ. През 2004 г. сериалът е с подновен договор до 19 сезон. Някои считат, че The Adventures of Ozzie and Harriet все още трябва да се счита за рекордьор, тъй като „Семейство Симпсън“ е анимация, въпреки че тази гледна точка не се споделя чак толкова, защото много авторитети недвусмислено подкрепят анимацията.
В издание от 1998 г., отпразнуващо най-великите постижения в областта на изкуството и забавленията, списание „Тайм“ нарича „Семейство Симпсън“ най-добрия телевизионен сериал на века. В същия този брой Барт Симпсън влиза в топ 100 на най-влиятелните хора. Той е единствения измислен герой в списъка.
През годините на практика всеки герой на този сериал е бил на корицата на различни списания – от „Тайм“ до Christianity Today („Християнството днес“) и дори Airliners (бордово списание).
„Семейство Симпсън“ печели множество награди, откакто дебютира като сериал, включително 21 награди Еми, 22 награди Ани и още много други. На 14 януари 2000 г. сериалът получава звезда в Алеята на славата в Холивуд.
Озвучаващите актьори участват в широко разгласени спорове с Fox по много случаи. През 1998 г. те спират работа, което кара телевизията да увеличи заплащането от 30 на 125 хил. щатски долара. Актьорите са подкрепени от създателя на сериала Мат Грьонинг. След като приходите от продажбата на правата за излъчване на епизодите от други телевизии и от DVD изданията нарастват, шест актьора (озвучаващи над 50 образа) – Дан Кастеланета, Джули Кавнър, Нанси Картрайт, Ярдли Смит, Ханк Азариа и Хари Шиърър – изискват 360 000 щ.д. на епизод или 8 млн. щ.д. за целия сезон (от 22 епизода). На 2 май 2004 г. двете страни се разбират.
Още от четвъртия сезон шоуто е критикувано, защото се отдалечава от комичната си структура, сменя си „политиката“ и променят индивидуалността на героите без обяснение. Някои считат пародията на първите части (от хронологична гледна точка по отношение на сюжет) на „Междузвездни войни“ за прекалено остро критикуващи, имайки предвид собствения провал. Други фенове се противопоставят, защото считат, че сериалът винаги е бил много или малко „политически“, безсмислените смени в индивидуалността на героите и структурните промени са по-скоро направени в духа на творческо експериментиране и не са в ущърб на предаването.

### Продуценти
Шоуто е имало различни изпълнителни продуценти през годините – те са главните сценаристи и от тях зависи всеки аспект на продукцията.

### Озвучаващи актьори и техните герои
| Озвучаващи актьори                          | Озвучаващи актьори         | Озвучаващи актьори      | Озвучаващи актьори | Озвучаващи актьори                                                                | Озвучаващи актьори                                                                                                 |
| ------------------------------------------- | -------------------------- | ----------------------- | ------------------ | --------------------------------------------------------------------------------- | --- |
|                                             |                            |                         |                    |                                                                                   | |
| Дан Кастеланета                             | Джули Кавнър               | Нанси Картрайт          | Ярдли Смит         | Ханк Азария                                                                       | Хари Шиърър |
| Хоумър, Дядо Ейб, Барни, Кръсти, Джо Куимби | Мардж Пати и Селма, Жаклин | Барт, Ралф, Нелсън, Род | Лиса               | Мо, д-р Ник, Лени и Карл, шериф Уигъм, Апу, продавачът на комикси, професор Фринк | Г-н Бърнс, Смитърс, Сиймор Скинър, Джулиъс Хибърт, Ото, Кент Брокман, Нед Фландърс, Тимъти Лавджой, Господ, Дявола |

Други озвучаващи актьори, които играят, са: Марша Уолъс (Една Крабапел), Трес Макнийл (озвучаваща няколко третостепенни персонажа, като Агнес Скинър, Франсин Спъклар и Беатрис Хибърт), Памела Хейдън (озвучаваща Милхаус ван Хутен и Джимбо Джоунс), Джейн Качмарек (известна с ролята си на Лоис от сериала „Малкълм“) в ролята на съдия Констация Харм. Останалите редки реплики на героите са озвучени от Руси Тейлър и други гостуващи звезди.
Всички епизоди (освен един) посочват кои са озвучаващите актьори, но не и кои герои точно озвучават, за да се запази мистерията и за да не може зрителската аудитория да свързва актьор с герой. Ярдли Смит, която озвучава Лиса Симпсън, и Марша Уолъс, „гласът“ на Една Крабапел-Фландърс, са единствените членове на актьорския състав, които озвучават само по един герой, но понякога дават гласа си за третостепенни образи. Дан Кастеланета озвучава Хоумър Симпсън, баща му – Ейбрахам Симпсън, Кръсти Клоуна, както и други, а Джули Кавнър озвучава Мардж Симпсън, сестрите ѝ, майка ѝ и (в един епизод) леля ѝ. Нанси Картрайт дава гласа си на Барт Симпсън, както и на други деца от неговото училище. Ханк Азария озвучава Мо, шефа на полицията Уигъм и Апу. Хари Шиърър озвучава вероятно най-голям брой герои – г-н Бърнс, Смитърс, директора Сиймур Скинър, Ото, Нед Фландърс, Кент Брокман, преподобния Лавджой, Д-р Джулиъс Хибърт и още много други. Други известни актьори също участват.

### Сценарий
Джон Суорцуелдър е най-плодотворният сценарист на „Семейство Симпсън“, като сам е написал над 50 епизода – повече от всеки друг сценарист на анимацията. Според коментарите в DVD изданията, той пишел сценариите за епизодите, седейки в любимия си ресторант; за това Мат Грьонинг казва – „пиейки изобилни количества кафе и пушейки безкрайни цигари“. Когато в щата Калифорния влиза законът срещу тютюнопушенето на обществени места, Суорцуелдър си купува подобно канапе като от ресторанта и го слага в къщата си, за да може да пуши и пише на спокойствие.
Джордж Мейър става сценарист на шоуто през 1989, а през 2000 е наречен „най-смешният човек, стоящ зад най-смешното шоу по телевизията“ от The New Yorker.
Сегашният водещ на Late Night Конан О'Брайън е сценарист през четвъртия и петия сезон. Написва New Kids on the Block („Новите момчета в квартала“), Marge vs. the Monorail („Мардж срещу монорелсата“), Homer Goes to College („Хоумър се записва в колеж“) и част от Treehouse of Horror IV („Къщичка на ужасите IV“).
Иън Макстон-Греъм е виден сценарист за „Семейство Симпсън“ от осмия сезон.
Героят Професор Джон Фринк е наречен на приятел на Ал Джийн – Джон Фринк, който по-късно става сценарист и продуцент на анимацията.
През 2005 английският комедиант Рики Джървейс е помолен да напише сценарий за епизод, който да бъде излъчен през 2006.

### Анимацията
Международни анимационни студия:
AKOM
- Единствено продуцират първите два сезона на сериала.
- След това продуцират отделни епизоди.

Anivision
- Продуцират анимацията в епизодите от 3 до 10 сезон.

Rough Draft Studios
- Продуцират анимацията в епизодите от 4 сезон до днес.

U.S. Animation, Inc.
- Участват в продуцирането на Radioactive Man заедно с Anivision.
- Продуцират The Simpsons 138th Episode Spectacular

Toonzone Entertainment
- Продуцират The Fat and the Furriest и She Used to Be My Girl.

Анимацията на „Семейство Симпсън“ създават различни студия в САЩ и други страни. Докато е част от The Tracey Ullman Show, тя е продуцирана от Klasky Csupo, които са и продуценти за първите три сезона на 30-минутните епизоди, но заради прекалената работа, договор за продукцията подписват и други студиа, главно от Южна Корея. Докато образите на героите и фонът са правени в САЩ, оцветяването и всичко останало се прави другаде. През годините различни задокеански студиа създават анимацията за различните епизоди.
През четвъртия сезон от Gracie Films решават продукцията от американска страна да се прави от Film Roman, както е и до днес. По ред на продуциране, последният епизод на Klasky Csupo е Kamp Krusty (в превод – „лагерът на Кръсти“).
„Семейство Сипмсън“ е широко разпространено по света.

### Развитие на стила на писане
При първоначалното излъчване, както и през първите няколко сезона, „Семейство Симпсън“ е добре приветствано заради уникалната форма на телевизионна сатира, която хвърля интелектуален поглед върху изследванията на обикновения живот. Независимо че е анимация, не разчита на комедийната част, а по-скоро на реалистични ситуации и събития, като противопоставя абсурдността наложена от обществото като нормалност и интелигентното надсмиване над тази абсурдност. Чести мишени стават семейството, работата, религията, училището и обществото като цяло – използва се фино остроумие и добре извършени наблюдения относно привидната абсурдност – всичко това поднесено под формата на диалог и сюжет.
След напредването на сезоните, нови продуценти и сценаристи поемат щафетата, като представят нов поглед и стил за шоуто. Въпреки че остроумието и сатирата са все още ключови за шоуто, се наблюдава смяна на реализма с по-фантастични ситуации. За да могат да се нагодят към новия стил, промени в индивидуалността на героите също са наблюдавани. Тази промяна е от по-езотеричен хумор към по-общ и разбираем, което води до разширяване на зрителската аудитория, но същевременно и загубата на фенове.

## Герои и сюжет

### Герои
Главните герои са създадени от Мат Грьонинг като част от кратки епизодчета за шоуто на Трейси Улман. По време на развитието на „Семейство Симпсън“ Грьонинг използва много елементи от собствения си комикс „Живот в ада“ (Life in Hell). Например идеята децата и съзидателното училище да бъдат преследвани и потискани от възрастни с тоталитарни разбирания се корени именно в комикса. Членовете на анимационното семейство са наречени на важни за Грьонинг хора – Лиса, Маги, Мардж и Хоумър са имената на сестрите му, майка му и баща му. Барт е анаграма на английската дума brat (невъзпитано дете) – Грьонинг считал за прекалено очебийно да нарече героя Мат.
Хоумър, който работи в атомната електроцентрала в Спрингфилд, е добронамерен шегаджия, чието непродължително съсредоточаване върху нещо води до възмутителни интриги и приключения. Мардж (от френски произход) е била някога интелигентна и изтънчена, но сега се приспособява към стереотипа на майката домакиня. Барт е най-възрастното дете – на 10 години – и е подбудител на белѝ в училище, считайки себе си за бунтар. Лиса (на 8 години) първоначално е момиче с интелект на гений, притежаващо маниерите и разбиранията на възрастните и необикновен дар-слово, но се принизява до нивото на обикновено момиче, въпреки че е все така умна ученичка. Тя е вегетарианка, будистка и фен на джаз музиката. Мечтае за по-добро бъдеще (често е наричана „бъдещето на семейството“). Маги вечно си остава бебе и, въпреки че много години и рождени дни минават, Симпсън не остаряват. Възрастта на някои от героите варира през годините, но това вероятно е поради недоглеждане от страна на сценаристите.
Хоумър описва семейството като „горната долна средна класа“. Семейство Симпсън (което понякога включва и бащата на Хоумър – Ейбрахам „Ейб“ Симпсън) живее в сравнително голяма къща с четири спални. В съседство е къщата на приятелски настроения Нед Фландърс и неговото семейство, както и разнообразни обекти, включително и гробище. Начинът на живот на Симпсън варира в зависимост от това дали Хоумър работи или не. Мардж е главно майка, която си седи вкъщи. Семейството живее преди ерата на интернета, преди да се сдобият с компютър. Това личи и от авокадово зеленото обзавеждане на кухнята (цветът е популярен през 1960-те години и 1970-те) и от двете коли на семейството, произведени в началото на 1980-те години (колата на Хоумър е направена от „рециклирани съветски танкове“). В по-късните сезони обаче семейството се сдобива с различни видове модерни приспособления – от таблети до айфони на пародираната компания Mapple (осмиване на интернет гиганта Apple, като дори и символът ѝ – наполовина отхапаната ябълка е пародиран като ябълка отхапана от двете страни).
Шоуто предлага обширен списък на второстепенни герои, включително колеги, учители, семейни приятели, далечни роднини и местни известни личности.

### Спрингфилд
Семейство Симпсън живее в измисления град в САЩ – Спрингфилд. Фенове на шоуто са се опитвали да установят къде точно е Спрингфилд според героите, околната среда и местните забележителности като подсказки (както Лиса казва веднъж за щата – „малка мистерия е, да, но ако забележиш подсказките, ще разбереш“). И градът, и мястото са измислени. Почти всеки щат и регион в САЩ е бил предлаган и същевременно отхвърлян заради противоречиви факти. Тази неопределеност явно е запазена нарочно, за да може обстановката в анимационния сериал да пасне на сценария за всеки епизод. В един от епизодите телефонният код на семейството се сменя от 636 на 939. 636 е в Мисури.
Според играта The Simpsons Hit & Run Спрингфилд е във Флорида, но тази възможност отпада заради епизод, в който знак в града показва разстоянието до Орландо като прекалено голямо, за да са в един щат. В друг епизод Симпсън са на ваканция във Флорида и им е забранено да се върнат. Друг фактор е времето – град във Флорида не би имал толкова сняг за Коледа, колкото е показано в анимацията. В епизод от сезон 13 г-н Бърнс твърди, че ще контрабандират захар от южната граница, на което Хоумър отвръща – „О, имате предвид Тенеси?“ – следователно живеят в Кентъки. В по-ранни епизоди също се намеква, че семейството е от Кентъки. В епизод за „живота отвъд камерата“ наречен „Зад смеха“ (Behind the Laughter) разказвачът казва „… но това не беше краят за това семейство от северен Кентъки“. Ако се погледне отблизо картата на Кентъки, в северната част на щата могат ясно да се видят градовете Симпсънвил и Шелбивил. Също така в още един епизод, когато Хоумър се разплаква по време на пеене, се вижда звезда на картата, по която той върви от Калифорния. Географски звездата е поставена в Кентъки. В друг епизод, още в началото Хоумър си представя постепенно отдалечаване от Земята към Космоса. Къщата и града Спрингфийлд попадат географски в щата Кентъки. Друг факт в подкрепа на теорията е, че в южните части на Кентъки се намира окръг Симпсън, а при пътуването си в Италия Хоумър подарява чаша с надпис „Кентъки“. И последният, но не на последно място факт е, че в 23 сезон старият счетоводител казва на Хоумър „Няма достатъчно бърбан в Кентъки за теб, голямо момче“, което навява мисълта, че те са от този щат. Има факти, според които Симпсън живеят в Луизиана. В един от епизодите, посветени на Деня на Вси светии извънземения Канг е посочен като бащата на Маги. Когато Канг използва телепатия, за да си комуникира с нея, бебето Маги му отговаря, като му препраща сигнали чрез биберона си. Когато камерата се отдалечава от Земята, са показани концентрични радиосигнали, излъчвани от Луизиана.
Една от импровизациите на дивана подсказва, че къщата на семейството се намира в Спрингфилд, Илинойс.
Създателят Мат Грьонинг твърди, че Спрингфилд има много общо с Портланд, Орегон, градът, където той е израснал, а името Спрингфилд е избрано, защото на практика всеки американски щат има град с такова име. В един от епизодите Лиса се опитва да спаси най-старото дърво в Спрингфилд. За да предотврати отсичането му, тя се качва на него. Когато се изкачва, има обширна панорамна гледка на предполагаемия Спрингфилд. Могат да се видят много забележителности, между които Гейтуей арк в Сейнт Луис, Мисури и Спейс Нийдъл във Вашингтон.
Според Дейвид Силвърман, един от сценаристите на сериала, Спрингфилд е в северна Такома. Това не е официално потвърдено.

### Тематика
- Властта, особено упражнена от недостойните, е постоянен прицел на острата сатира в шоуто. Това вероятно разяснява и защо „Семейство Симпсън“ получава силни отрицателни реакции от страна на консерваторите. Тези реакции са получени главно в ранните сезони на шоуто. Почти всеки политик в шоуто е представен в негативна светлина;
- Хоумър е егоцентричен и безотговорен, пълната противоположност на образа на идеалния баща, показван по телевизията през 1950-те, но в края на епизода героят подкрепя семейството си;
- Мардж Симпсън също е типаж от 1950-те, опитва се да упражни контрол, за да компенсира провалите на съпруга си;
- Шефът на полицията в Спрингфилд Кланси Уигъм (озвучен от Ханк Азария в повлиян от говора на Едуард Г. Робинсън тон) е много пълен, глупав, корумпиран и не се интересува от конституционните права (също така героят наподобява прасе, което е типично сравнение правено от американците за полицай);
- Кметът Джо Куимби – звучи точно като Джон Ф. Кенеди – е корумпиран, разсипник и женкар;
- Сиймор Скинър – звучи точно като Чарлс Куралт – е директорът на спрингфилдското училище, той е нервак, ерген без чувство за хумор, който живее с деспотичната си майка. Има чести спомени от пленяването му от Виетконг и в по-ранните епизоди Скинър неведнъж е свързван с Норман Бейтс от „Психо“, но по-късно това не е част от неговия образ в сериала;
- Г-жа Една Крабапел е учителката на Барт, която е депресирана, склонна към промискуитет, пуши като комин, нетърпелива и неука, в час изисква тишина и тъмнина заради махмурлука си. Името ѝ (Krabappel) е намек за киселица (crabapple);
- Мо Сизлак, собственикът на кръчмата „Мо“ (където Хоумър прекарва повечето от свободното си време) заплашва хората със зареденото си оръжие и прави опит за самоубийство всяка Коледа. Образът му е базиран на комика Рич Хол.
- Преподобният Тимъти Лавджой, пасторът в местната църква, прибързва в преценката си и е поучителен (но само спрямо другите хора), има монотонен глас, който приспива Хоумър по време на неделните проповеди;
- Въпреки че героите по принцип са повече некомпетентни от колкото зли, има и такива, които са наистина садистични – шефът на Хоумър и собственик на ядрената централа в Спрингфилд Чарлз Монтгомъри Бърнс. Зъл и жесток, той е подкрепен в желанието си да предизвиква терор на жителите в Спрингфилд от доверения му асистент Уейлън Смитърс, който от своя страна таи любовта си към Бърнс.

През последните години някои консерватори приемат тази американска продукция. Това се обяснява с факта, че Симпсън представят традиционното ядрено семейство, като е едно от малкото предавания, което прави това днес.
„Семейство Симпсън“ се занимава и с извънбрачни афери – Хоумър се влюбва в колежка ядрен технолог, която също обича понички или когато бившето гадже на Мардж, Арти Зиф, се опитва да запали отново искрицата на любовта между тях. Въпреки тези случки, които всъщност не стигат до никъде, бракът на Хоумър и Мардж е запазен във всеки епизод. Консерваторите и някои евангелисти подкрепят образа на отдадения християнин Нед Фландърс, чиято раздразнителност е често осмивана, но благоприличието му е непоколебимо независимо от постоянните провокации от страна на Хоумър (освен когато прави много секс със съпругата си и когато се жени за сервитьорка в Лас Вегас). В няколко епизода Бог се намесва, за да предпази семейство Фландърс, призовавайки християнски понятия като Божието провидение. В сравнение със Симпсън, Фландърс са заможни и недотам проблемно семейство, което отразява теориите на социологът Макс Вебер в труда му „Протестантската етика и духът на капитализма“.
Отношенията между расите също са обект на сатирата в шоуто, като героите негри са представени като по-интелигентни и разумни от техните „жълти“ събратя. Някои хора считат, че това е сатиричен поглед върху „обърнатите стереотипи“, представени от Холивуд, където компютърните гении са винаги изиграни от тъмнокож актьор. Например д-р Хибърт, въпреки склонността му да се смее в най-неподходящите моменти, е един от най-непроблемните герои в сериала и със сигурност е по-квалифициран като лекар от д-р Ник Ривера. Също така полицейският сержант Лу постоянно мъмри шефа си Уигъм заради неуместните приложения на законовите практики и дори колегата на Хоумър – Карл, освен че притежава магистърска степен за ядрено инженерство, понякога смъмря Хоумър заради глупостта му.
Шоуто също така осмива шоубизнеса – събитията свързани с него и самите известни личности. Клоунът Кръсти има ентусиазирани последователи сред децата, но извън сцената е изтощен и циничен, с влошено здраве заради преяждане, играене на комар и злоупотреба със забранени от закона вещества. Той би препоръчал всеки продукт срещу подходящата цена.
Кент Брокман е надут, разглезен водещ на новините по телевизията, който не зачита журналистическата етика.
Много от заможните образи са членове на Републиканската партия, която се събира в тъмен замък. Дори Рупърт Мърдок – който е собственик на „Фокс“ – компанията, която излъчва „Семейство Симпсън“ – има окарикатурен образ в сериала. Всъщност да се осмива точно тази телевизия, се превръща в честа практика за анимацията. Телевизията „Фокс Нюз“ е представена като изключително пристрастна към консерваторите.

### Сюжет
Внимание:  Текстът по-долу разкрива сюжета на произведението (или части от него)!
Стандартният „шаблонов“ спрингфилдски живот, когато става въпрос за герои и събития, се е очертал през годините. Във всеки епизод са представени някакви промени в това стандартно положение, последствията и как всичко се връща обратно към обичайното. Сюжетът на отделния епизод рядко следва някаква последователност спрямо останалите епизоди, често поема отклонения по отношение на описанието на епизода в едно изречение и стига до неочаквани направления, което предизвиква промяна в сюжета. Например описанието на епизода „Пич, къде ми е ранчото?“ представен на Show Cable то е: „След като Дейвид Бърн превръща анти-(Нед) Фландърс песента на Хоумър в зверски хит, семейството отива на почивка в пичовско ранчо, където Лиса се влюбва“.
Може да се каже, че първите няколко минути от всеки епизод на сериала почти нямат общо с останалата част на сюжета. Един такъв пример е епизодът с името „Лиса скептичката“, в който Лиса открива фалшив „ангелски“ фосил, който по-късно се оказва, че е средство, с което се рекламира откриването на нов хипермаркет. В първите няколко минути Хоумър вярва, че е спечелил моторница от състезание, но когато се опитва да си получи наградата, се оказва, че това е заговор на полицията да залавя престъпници – в неговия случай трябва да заплати 235 неплатени акта за неправилно паркиране. Обаче тази случка няма нищо общо с останалия епизод, освен че служи като местоположение, от където семейството тръгва, за да стигне до строящата се сграда.
Сюжетите на много от епизодите фокусират само върху един герой от семейството, най-често върху Хоумър. Самите сюжети са рядко предсказуеми. Повтарящите се теми в сериала са:
- Хоумър има нова работа (сценаристите на „Семейство Симпсън“ „карат“ героя в един от епизодите да ги преброи и стига до 30, но реалното число е по-голямо) или се опитва да забогатее по бърз начин;
- Мардж прави опит да избяга от монотонния си живот като домакиня и или си намира работа, или хоби;
- Хоумър и Мардж се разделят, но после пак се събират;
- Барт създава голям проблем и се опитва да го реши;
- Лиса следва идеологията на дадена политическа кауза или група;
- Цялото семейство заминава на почивка (Симпсън са били на почивка във всички континенти освен Антарктида);
- Дядо Симпсън има нужда от помощ, за да изглади стари проблеми и се обръща към семейството;
- Боб се опитва да убие Барт.

Има няколко типа сцени, които се повтарят и са се превърнали в обичайни за разказваческия стил на анимацията. Примери:
- Сцена, с която шоуто започва – в нея семейството отива някъде заедно, след няколко минути същинският сюжет започва;
- Сцена, в която Барт си прави шеги по телефона с Мо (това е по-характерно за първите сезони);
- Сцена, в която Хоумър и Мардж са в леглото заедно и обсъждат събитията от историята до този момент;
- Сцена, в която семейството вечеря заедно и обсъжда събитията от сюжета. От гледна точка на концепцията, тази сцена е подобна на предната, но е с участието на децата;
- Сцена, в която Мардж приготвя сутрешна закуска, децата и Хоумър се хранят преди училище и работа и същевременно обсъждат какво ще правят през деня. Това е главно в началото на епизода;
- Сцена, в която Хоумър е в кръчмата на Мо, за да избегне кавгите на работата или в семейството;
- Сцена, в която един или повече членове на семейството гледа телевизионна програма, която зрителите също наблюдават;
- Групова сцена, в която жителите на Спрингфилд са се събрали, за да наблюдават дадено събитие, за да протестират или да започнат размирици. Много от второстепенните герои се появяват и говорят;
- Водещият на новините Кент Брокман съобщава развитието на събитията от сюжета;
- Сцени, които прекъсват главното действие, за да покажат какво прави някой второстепенен герой, като Кръсти или г-н Бърнс;
- Фантазия, в която някой Симпсън си представя как нещата ще завършат;
- Епизод, в който децата (най-вече) гледат „детско“ със Заядливко и Хапливко;
- Мардж си припомня научения в епизода урок.

### Епизоди
Вижте: Списък с епизоди на Семейство Симпсън

## Запазени марки

### Началната сцена
Началната сцена е една от най-запомнящите се запазени марки на „Семейство Симпсън“. Почти всеки епизод започва с кадър на кълбовидни облаци, през които камерата преминава и се спуска към училището, където Барт пише изречения на черната дъска, вероятно като наказание заради някоя пакост или своеволен коментар, следва Хоумър излизащ от ядрената централа, г-н Бърнс (който си слага часовника до ухото и след това го разтърсва, за да заработи) и Смитърс на заден план или Лени и Карл са на стълба и слагат нещо; Мардж и Маги се разплащат в супермаркет, където Маги минава през скенера, на който се изписва сумата от 847,63 щ.д. – тогавашната месечна сума, необходима да отгледаш бебе в САЩ. Има версия, според която скенерът отчита NRA4EVER (National Rifle Association Forever); зрителят след това вижда Лиса (която напуска репетиция на училищния бенд като обикновено изпълнява различно соло на саксофона); вижда се семейството, по пътя им към дома на ул. „Евъргрийн Терас“ 742 (през годините адресът се сменя, но днес сценаристите използват само този). Членовете на семейството се промъкват през опасния трафик и през (след втория сезон вече) познати съграждани от Спрингфилд, всички като по чудо стигат вкъщи едновременно. Щом влизат, всички се забързват към хола, където е диванът – това е забавно намигване към зрителите, които се настаняват, за да гледат телевизионно шоу, което не е за изпускане.
За всеки епизод началната сцена включва различни изменения:
- Барт пише нещо различно на черната дъска;
- Лиса изпълнява различно соло на саксофона;
- Барт преминава през пешеходци със скейтборда си, но в първи сезон преминава през опашка от хора, чакащи автобус;
- Хоумър крещи по различен начин (само в първите два сезона);
- Семейството се опитва да седне на дивана, но нещо е не както трябва, често по сюрреалистичен начин;

Във версиите на епизодите, когато „Семейство Симпсън“ е с продадени за излъчване права по други канали, често началната сцена е орязана, за да може да има повече реклами.
В четири епизода началната сцена е пародирана – веднъж, когато Симпсън се присъединяват по програма за защита на свидетелите, втори път, когато Барт е с наднормено тегло и разбива пода, напускайки училище, премазва пешеходците на тротоара, ударен е от колата на Мардж и се удря в тавана на колата на Хоумър, трети път – когато Барт получава шофьорска книжка и цялата начална сцена го представя как кара кола и премазва пешеходците, и четвърти път в 24 сезон, където Симпсън са прогонени от Спрингфилд и отиват да живеят в незаконно поселище.
„Импровизациите на дивана“ помагат на екипа на шоуто да удължи или съответно скъси дадения епизод – според нуждите. Повечето вариации са с продължителност около 5 секунди, но най-дългата е с продължителност 46 секунди. „Импровизацията с черната дъска“ е включена в началните сезони, но е спряна, за да се пести време. Обаче в първия епизод от 17 сезон е възобновена – Барт изписва на английски Does any kid still do this anymore? (Има ли дете, което да прави това все още?).
В първия сезон началната сцена има различни варианти – Барт сграбчва пътен знак, което кара гражданите на Спрингфилд да преследват автобуса (заменено във втория сезон от сцена с Барт, който преминава през група хора със скейтборда си); Лиса кара колелото си на път за дома (заменено с бързо движение на камерата, което замъглява образа на група хора).
Заглавната мелодия на сериала е композирана от Дани Елфман. Съвременният аранжимент, за първи път озвучил епизод през третия сезон, е оркестриран от Алф Клаусен. Мардж Симпсън счита мелодията за дразнеща (в епизода „Барт става известен“).
По-късните сезони изменят началната сцена – в началото виждаме как Джимбо реже главата на статуята на Джебадая Спрингфилд, която пада върху главата на Ралф Уигъм; образът се приближава към началното училище на Спрингфилд, като на покрива на една от съседните сгради се вижда различна реклама.

### Епизоди за Хелоуин
Ежегодна традиция е да има специална история за Хелоуин, обикновено разделена в три епизода. Тези три части включват семейството в някакъв ужасяващ научнофантастичен сюжет или в свръхестествена обстановка. Винаги историята се случва извън нормалната последователност на останалите епизоди, за това специалните хелоуински епизоди се считат за „неканонични“. Самата история няма претенциите да е реалистична. Различните герои от „Семейство Симпсън“ изпълняват комични специални роли, обикновено са убити по ужасяващи начини от зомбита, чудовища или се убиват един друг. В допълнение се пародират много класически филми на ужасите като „Сиянието“, „Зоната на здрача“ и „28 дни по-късно“.
По-ранните епизоди за Хелоуин се наричат Treehouse of Horror („Къщичка на ужасите“), защото самата първа история посветена на празника представя децата Симпсън, които си разказват страшни истории едно на друго в къщичка на дърво. В по-късните години в специалните епизоди на сериала тази рамка отпада, но е запазено заглавието. В Treehouse of Horror II сценаристите също са със „страховити имена“ – Лудия Мат Грьонинг, Джеймс Ад Брукс. Това именуване също се превръща в традиция и е пазена във всички епизоди за Хелоуин освен I, XII и XIII. Добавените имена се сменят във всеки следващ специален епизод. Друга основна рамка за хелоуинските епизоди са двете извънземни Канг и Кодос, за първи път представени на зрителите във втората част от първата история посветена на празника.
В една от частите на Treehouse of Horror VI, наречена „Хоумър“, Хоумър и Барт попадат в триизмерен свят, който бащата уподобява на Tron създаден от Pacific Data Images – компания за създаване на компютърна анимация. Този откъс е използван във филма Cyberworld (букв. – киберсвят). Това е един от малкото пъти, когато „Семейство Симпсън“ бяга от традиционната за сериала двуизмерна анимация, наред с „живото“ участие на Реджис и Кати Лий (водят сутрешно шоу), пластилинова анимация и поредната импровизация на дивана, този път с ръка, която прелиства скицник, за да могат героите да „бягат“ към дивана.

### Известни личности
Много епизоди включват известни личности, които озвучават или собствените си окарикатурени образи (главно през сезоните между 7 и 13), или измислени герои (по-ранните сезони и по-късните). Всъщност най-високо оцененият епизод, включващ известни хора, е New Kids on the Blecch от 12 сезон, в който момчетата от 'N Sync озвучават герои, които дават съвети и измислят хореографията за Барт и неговата бой банда The Party Posse.

## Влияние върху културата
Повече от който и да е сериал в историята, „Семейство Симпсън“ се е превърнал в емблема за живота на Запада и много от героите, идеите и запомнящите се фрази са станали широко разпространени в модерния свят. Например героят Хоумър Симпсън е толкова популярен в световен мащаб, че името му се е превърнало в синоним на безграничната глупост – една от отличителните черти на героя.
Неологизми, произхождащи от „Семейство Симпсън“, са се превърнали в част от световния речник. Например: D'oh!, използвано от Хоумър, вече се използва в сценарии на други продукции, както и като заглавие на четири епизода, и се описва като „раздразнително мърморене“. До такава степен е разпространена тази фраза, че е включена в Оксфордския английски тълковен речник, но без апострофа. D'oh е по-разпространеният правопис и по-приетият (поне в САЩ). Ако е написано като D-OHH, се приема, че произхожда от радио сериала The Archers, излъчван по BBC във Великобритания. Там е използван от героя Уолтър Гейбриъл (озвучен от актьора Крис Гитингс). Дан Кастеланета е споделял, че е заимствал фразата от актьор в по-ранните епизоди с приключенията на Лаурел и Харди, но той пръв го произнася малко по-удължено и хленчещо. Режисьорът на шоуто му казва да го скъси и така се получава познатата и до днес култова фраза.
Други изрази от сериала, които са навлезли в широка употреба, включват думата excellent (отлично) – като злокобното eeeexcelllent… – използвано от Монтгомъри Бърнс; Woohoo! на Хоумър; подигравателното HA-ha! на Нелсън Мънц. Woohoo! се превръща в запомняща се реплика на героинята на Мелиса Джоан Харт Сабрина в сериала „Сабрина, младата вещица“.
Героят Уейлън Смитърс е друг такъв пример. От дебюта му в шоуто терминът „Смитърс“ се е превърнал в епоним за мазнещ се служител. Създателите на анимацията се гордеят, че са успели да припомнят римувани стихчета на старите поколения и да научат младото поколение, което иначе е можело никога да не ги чуе.

### Специални цитати
Градинарят Уили и неговото сравнение на французите с cheese-eating surrender monkeys (капитулиращи маймуни, които ядат сирена) е използвано от журналиста Йохан Голдбърг, фен на шоуто, през 2003 г., след като Франция се противопоставя на нахлуването в Ирак. Това определение се използва и от други журналисти след това.

## Критики и постижения

### Награди
Откакто е дебютирало, „Семейство Симпсън“ е спечелило дузини награди, включително 23 награди Еми, 22 награди Ани и Пийбоди. На 14 януари 2000 г. семейство Симпсън бяха удостоени и със звезда на Алеята на славата.

## Публикации
Голям брой комикси базирани върху героите от „Семейство Симпсън“ се публикуват от Bongo Comics от 1993 г. насам. Тези издания излизат и на книжния пазар в Обединеното кралство. Публикувани са и ръководства върху сценариите на епизодите.
Музиката е важна част от сериала и почти всички герои са пели поне веднъж. Верояно най-известната песен е Do The Bartman, която е реализирана като сингъл и се превръща в световен хит. Албумите The Simpsons Sing the Blues и The Yellow Album съдържат кавър версии, както и някои оригинални песни (като Do The Bartman, например). Key of Springfield и Go Simpsonic with The Simpsons са саундтракове.
Поради невероятната популярност на „Семейство Симпсън“, най-вече сред децата, било естествено индустрията, занимаваща се с видеоигри, да се заинтересува от героите и света на Спрингфилд. Независимо че винаги има провали, може да се каже, че по-голямата част от игрите, базирани на сериала, имат комерсиален успех (като The Simpsons: The Arcade Game и Bart vs. the Space Mutants) и се считат за видеоигри класики.

### Издания на DVD
Главна статия: DVD издания на Семейство Симпсън
Много от епизодите са издавани на DVD и видео през годините. Когато първият сезон излиза на пазара на DVD през 2001, бързо се превръща най-продаваната телевизионна продукция, излязла на DVD (по-късно този рекорд е подобрен от Chappelle's Show). Седемте DVD колекции на епизодите се определят като най-продаваните колекции на телевизионен сериал на всички времена и по-специално тези разпространени в Северна Америка, Европа и Австралия/Нова Зеландия Латинска Америка.

### Видеоигри
Игри, базирани върху „Семейство Симпсън“ се издават от 1991. Първата игра е The Simpsons, която е аркадна и е издадена от Konami. По това време е една от най-продаваните аркадни игри.
Други създадени игри са The Simpsons: Hit and Run, The Simpsons Road Rage и Krusty's Super Fun House. Обаче освен аркадната игра, повечето от тях са оценени слабо от критиците заради неумелата изработка. Следващото поколение от игри е много по-добре възприето от потребителите, началото на това е дадено от The Simpsons Road Rage, която не е считана за добра игра, а за подобрение в опитите. За най-добра игра се счита The Simpsons: Hit and Run, която включва обстановка подобна на Grand Theft Auto и участието на сценаристите на сериала, които създават правдоподобен образ на Спрингфилд. Играта е оценена високо и от критиците, и от феновете.
Създателите на The Simpsons: Hit and Run обявяват, че ще има втора част на видеоиграта, но няма информация за развитието на работата върху играта. Тези планове на Vivendi Universal Games без съмнение са отменени, когато от Electronic Arts обявяват през ноември 2005 г., че искат да закупят правата за издаване на видеоигри с анимационните герои.

### Пълнометражен филм
Разговори за евентуален пълнометражен филм „Семейство Симпсън“ са водени още от ранните дни на анимацията. Епизодът е плануван първоначално за филм, но остава само епизод, след трудностите при разширяване на сценария за рамките на филм. Има слухове в интернет, че създаването на филм е в развой, до 2004 г., когато тези слухове са потвърдени. През тази година продуцентите обявяват, че подготвят пълнометражен филм, който ще види бял свят след края на сериала. След като е подписан договор за продължаване на сериала до двайсети сезон, следва, че такъв филм най-рано ще излезе на екраните през лятото на 2008 г. Тази информация е потвърдена от Туентиът Сенчъри Фокс на 6 юни 2005 г. Също като сериала, филмът ще е анимационен (Мат Грьонинг отхвърля предложението за игрален филм, за да не разгневи верните фенове) и ще включва шестимата озвучаващи актьори – Дан Кастеланета, Джули Кавнър, Нанси Картрайт, Ярдли Смит, Ханк Азария и Хари Шиърър, както и най-вероятно Марша Уолъс, Маго Розуел, Памела Хейдън и Трес Макнйил. Спекулира се, че известни личности ще озвучават малки или основни роли. IMDb добавят страница в сайта си за филма, като сочат дата за пускането му по екраните през ноември 2008, а същевременно от друг сайт – Yahoo! Movies твърдят, че ще бъде пуснат през 2007. Премиерата на филма, под заглавие „Семейство Симпсън: Филмът“, в САЩ е на 27 юли 2007 г.

### Дебют в арабския свят
Сериалът най-накрая прави дебюта си в арабско-говорещите страни през септември 2005. На арабски заглавието му е سيمبسونس. Освен че е дублиран на арабски език, има добавени субтитри, където се вижда писмен английски език (включително и при сцените с тебеширените наказания на Барт). Всякакви сцени с препратки към употребата на алкохол, свинско месо и други теми, са отрязани или значително изменени. Например Хоумър пие газирани напитки (а не бира) и яде кренвирши от телешко. Героите са преименувани с арабски имена (Омар, Мона, Абар за Хоумър, Мардж и Барт) и са озвучени от известни актьори.

## Повтаряеми сцени
Има много сцени, които се повтарят в различните епизоди, много от тях вече не се използват или са добавени по-късно. Примери:
- Сериалът предлага много запомнящи се фрази, като:
  - Когато Хоумър е разочарован, той казва D’oh!;
  - Когато Хоумър види нещо, което се яде, казва „Мммм… (името на храната)“, често в тази сцена му текат лигите;
  - Барни Гъмбъл често се оригва;
  - В по-ранните епизоди, Барт използва няколко фрази, като Ay, caramba! („Ай, карамба!“) и Eat my shorts („Яж ми шортите!“);
  - Нелсън Мънц се появява от време на време, за да се подиграе в дадена ситуация с характерното за него Ha-ha!;
  - Когато г-н Бърнс чуе добра новина, казва Excellent („Отлично“) и скръства ръце;
  - Когато Мардж не одобрява нещо, издава гърлено-бръмчащ звук;
  - Маги никога не говори (освен в един-единствен епизод в който казва „Тати“) (дори в сериите с flash forward), но постоянно смуче биберона си, който издава характерен звук;
- Някои герои често забравят други:
  - Г-н Бърнс не успява да си спомни името на Хоумър Симпсън, независимо от многобройните им срещи. Смитърс често му напомня, че Хоумър работи в сектор 7Г на ядрената централа, като го описва с „донор“ на органи или „търтей“;
  - Клоунът Кърсти никога не запомня Барт, който често му помага;
- Барт често си прави майтапчийски обаждания на Кръчмата на Мо, като търси хора с имена като „Зад Ник“, „Марк Уч“, „Ал Кохолик“ или „Насакото Яката“. Мо се хваща всеки път и когато осъзнава, че се майтапят с него, заплашва Барт. Това е по-характерно за първите сезони;
- В по-ранните епизоди са използвани сцени, в които някой член на семейството (обикновено Хоумър или Мардж) чака на телефона, но се разплаква, когато чува позната песен, чийто текст по някакъв начин е свързан със сюжета;
- Когато е ядосан, Хоумър се опитва да удуши Барт;
- Маги пада, когато се опитва да ходи;
- В по-ранните епизоди Ейб Симпсън заспива и захърква неочаквано;
- Смитърс, асистентът на г-н Бърнс, е тайно влюбен в него;
- Когато някой се опитва да излезе от стаята при неловка ситуация, се чуват триещите се гуми на автомобил.

## „Семейство Симпсън“ в България
В България сериалът е дублиран на български и е излъчен по Ефир 2 през 1993 г.
През 2005 г. започва по Fox Life с дублаж на Александра Аудио. Първоначално разписанието на епизодите е всеки делничен ден от 18:00, с повторения от 08:00. През 2006 г. се излъчват пети, шести и седми сезон. Осми и девети сезон се излъчват през май 2007 г. Десети сезон започва на 18 септември и завършва на 18 октомври 2007 г. На 15 септември 2008 г. започва единайсети сезон, а веднага след него дванайсети, тринайсети и четиринайсети. На 15 септември 2009 г. започва петнайсети сезон, всеки делник от 17:50, с повторение от 08:30. Веднага след него на 15 октомври започва шестнайсети сезон и на 19 октомври повторенията са преместени от 08:00. На 13 ноември започва седемнайсети сезон, който завършва на 14 декември. Веднага след неговото излъчване започват повторения от петнайсети сезон.
На 19 октомври 2012 г. започва осемнайсети сезон премиерно по Fox, всеки петък от 21:00 по два епизода. Премиерата на деветнайсети сезон е на 27 ноември 2013 г. с два епизода от 17:00. От 28 ноември се излъчва от понеделник до петък от 16:35 по три епизода. На 25 август 2015 г. започва двайсети сезон, всеки делник от 16:35 и завършва на 21 септември. През 2016 г. са излъчени премиерно двайсет и първи и двайсет и втори сезон. На 10 юли 2017 г. започна двайсет и трети сезон от 13:55 с разписание всеки делничен ден от 13:30 по два епизода и завършва на 25 юли. На 5 ноември започва двайсет и четвърти сезон, всяка събота и неделя от 13:55. На 16 юни 2018 г. започва двайсет и пети сезон от вторник до събота по два епизода от 01:45. На 28 ноември 2018 г. започва двайсет и шести сезон всеки делничен ден от 18:05. На 20 август 2019 г. започва излъчване на двайсет и седми сезон с разписание от вторник до събота от 00:45 и завършва на 3 септември. На 4 септември започва двайсет и осми сезон. На 24 октомври започва двайсет и девети сезон, всяка събота и неделя от 06:00 по два епизода с повторение от 13:00, последвано от премиерен епизод от 13:50. На 15 ноември започва трийсети сезон със същото разписание. На 12 декември започва трийсет и първи сезон. На 1 септември 2021 г. започва трийсет и втори сезон, всеки делник от 17:10 по два епизода и завършва на 15 септември. На 9 октомври 2023 г. започва излъчване на трийсет и трети сезон, всеки делник от 23:50 по два епизода. На 4 септември 2024 г. започва излъчване на трийсет и четвърти сезон всеки делник от 15:20 ч. по два епизода.
В дублажа на БНТ за сестринския си канал, Ефир 2, ролите се озвучават от Надя Топалова, Наталия Бардская, Нели Топалова, Иван Райков и Стефан Стефанов.
До седемнайсети сезон дублажът е на студио Александра Аудио. В този дублаж ролите се озвучават от артистите Здрава Каменова от първи до четвърти сезон и от осми до девети, Елена Бозова от пети до седми и от десети до тринайсети, Цветослава Симеонова от четиринайсети нататък, Светлана Смолева, Здравко Димитров и Цветан Ватев. От пети до седми сезон Димитров е заместен от Тодор Николов. От 13 до 16 епизод на девети сезон Смолева е заместена от Ася Рачева, а в 19 епизод от тринайсети сезон до 10 епизод на четиринайсети е заместена от Василка Сугарева, въпреки че не е кредитирана и е оставено името на Смолева.
От осемнайсети сезон дублажът е на студио Доли. Ролите се озвучават от Цветослава Симеонова, Светлана Смолева, Здравко Димитров, Цветан Ватев до двайсет и шести сезон, Тодор Георгиев от двайсет и седми сезон до трийсет и втори сезон и Христо Чешмеджиев от трийсет и трети сезон.